# Juwel
Juwel was een Belgisch automerk dat in Borgworm gebouwd werd door de Société des Automobiles Juwel.
Men plande vanaf 1923 auto's in massa te produceren, maar dit zou door geldgebrek uiteindelijk nooit gebeuren. Men bouwde in relatief kleine aantallen auto's met een 1100 cc viercilindermotor die als toerwagen en een tweezits cabriolet werd aangeboden op het Salon van Brussel. Men stelde voor om twee- en vierzits auto's te produceren, naast een driezits sportwagen, een tweedeurs sedan en een bestelauto.
In 1927 werd de firma geherstructureerd als Usines Juwel, nu met zetel in Herstal en stelden een voorwielaangedreven sportwagen voor, die men later nog als Astra TA-4 verkocht. De fabriek sloot in 1928.